# Сакеґава

38°47′46″ пн. ш. 140°13′18″ сх. д. / 38.79611° пн. ш. 140.22167° сх. д.
Сакеґа́ва (яп. 鮭川村, さけがわむら, МФА: [sakegawa muɾa]) — село в Японії, в повіті Моґамі префектури Ямаґата. Станом на 1 жовтня 2008 площа села становила 122,32 км². Станом на 1 січня 2009 населення села становило 5088 осіб.